# ブラインドケーブ・カラシン
ブラインドケーブ・カラシン (Astyanax jordani) は、条鰭綱カラシン目に分類される魚類。最大全長10センチメートル。洞窟環境に適応した種で、目は退化している。

## 分布
メキシコ北東部（サン・ルイス・ポトシ州、タマウリーパス州）。
メキシコでは他にも数少ない洞窟性のナマズ類であるアメリカナマズ科の一種Prietella phreatophilaなども発見されており、洞窟性魚類に富む。

## 人間との関係
サトウキビなどの農業による洞窟への堆積物の増加・農薬による水質汚染・水の汲み上げなどや、ティラピア類などの外来種による影響などが懸念されている。
ペットとして飼育されることもあり、世界中で広く流通している。

## 特徴
成魚の体長は約8 センチメートル。約100万年 - 1万年前に生じた種とされる。
光の全くない洞窟で生活しているため目が退化しており、視力は全くない。また、メラニン色素も欠如しているため白っぽい外見をしている、その代わりに側線が発達しており、わずかな水の振動を敏感に感じ取ることによって行動している。
かつての日本では「メクラウオ」と呼ばれていたが、「めくら」という言葉が障害者差別に当たるとされ、現在はこの呼び名は使用されない。「ホソヌタウナギ」も同様の理由から2007年に日本魚類学会によって改名されている。
ブラインドケーブ・カラシンが生息しているのはエサが手に入りにくい洞窟内である、そのため、エネルギー消費を最小限に抑えるために目が退化したと考えられている。ある研究によると目を退化させることで、15%ほどのエネルギーカットを実現している。